# Gazzo
Gazzo là một đô thị thuộc tỉnh Padova vùng Veneto, located about 50 km northvề phía tây của Venezia và cách khoảng 25 km northvề phía tây của Padova. Tại thời điểm ngày 31 tháng 12 năm 2004, đô thị này có dân số 3.697 người và diện tích 22,7 km².
Đô thị Gazzo bao gồm các frazioni (các đơn vị cấp dưới, chủ yếu là làng) Grossa, Gaianigo, Grantortino, and Villalta.
Gazzo giáp các đô thị: Camisano Vicentino, Grantorto, Grumolo delle Abbadesse, Piazzola sul Brenta, Quinto Vicentino, San Pietro in Gu, Torri di Quartesolo.